# تلما

شش‌پر همگرا، یکی از معروف‌ترین نمادهای تِلِما

تلما (به انگلیسی: Thelema) (به یونانی: Θελημα) فلسفه یا شریعتی معنوی است که توسط آلیستر کراولی، نویسنده و جادوگر مراسمیِ و شیطان پرست بریتانیاییِ اوایل قرن بیستم، بنیان‌گذاری شده‌است. وی خود را پیامبر عصر جدید یا عصرِ هورس، معرفی می‌نمود؛ مبنی بر ممارست‌های معنوی که به‌همراه همسرش، رُز اِدیت (Rose Edith)، به سال ۱۹۰۴ (میلادی) در مصر داشته‌اند. به گفتهٔ او، آگاهی غیر جسمانی که خود را آیواس (به انگلیسی: Aiwass) نامید، بر وی حضور یافت و متنی را که به کتاب شریعت (به انگلیسی: The Book of the Law) یا لیبر اَل لِجیس (به لاتین: Liber AL vel Legis) شناخته می‌شود بر او دیکته کرد. این کتاب اصلی‌ترین متن در آیین تلما است.
تلما یک سیستم فلسفی/دینی است که مبتنی بر یک پیش فرض به ظاهر ساده است: این که هر شخصی یک طرح الهی از همه جهان است و به همین ترتیب، اراده‌ای‌ واقعی در درون خود دارد که بیانگر عمیق‌ترین و عالی‌ترین فرد است. خود اصیل. این خود اصیل کاملاً مطابق با تمام طبیعت عمل می‌کند و بنابراین با تلاش برای درک و آشکار کردن این اراده، فرد می‌تواند زندگی با هماهنگی، تحقق و شادی بیشتری داشته باشد.
از بسیاری جهات، تلما اتحادی کامل از اندیشه‌های شرقی و غربی است. شرقی از این نظر است که راهی هماهنگ وجود دارد که مطابق با طبیعت جریان می‌یابد، کاملاً شبیه ایده تائو یا وو وی است. از آنجا که فرد گرایی را جشن می‌گیرد و بیان کامل خود بی نظیر را ترویج می‌کند، غربی است.
سیستم آلیستری عمدتاً ترکیبی از غیبت غربی، عرفان شرقی و ترکیبی از فلسفه‌های آزادیخواهانه دوران ویکتوریا با تمرکز جدی بر آزادی شخصی است. سیستم عملی آن،که کراولی آن را Magick نامید،سرانجام برای جذب از بسیاری از ادیان و آداب و رسوم موجود، به ویژه توماتورژی آیینی، یوگا و کابالای عبری با درخت زندگی خود، همراه با مفاهیم ناشی از شیوه‌های مختلف محبوب در روز کراولی، مانند کیمیاگری، پیشگویی و کارهای نجومی.
الهیات انسانی
تلما مفهوم گناه اصلی را کاملاً رد می‌کند و می‌گوید:ما همه مخلوقات الهی هستیم «هر مرد و هر زنی یک ستاره است» (AL I: 5)بدین ترتیب، تلما این عقیده را رد می‌کند که حالات احساسی مانند گناه، شرم و ترحم فضیلت هستند و در عوض فضایل مثبتی مانند عزت، غرور و شجاعت را تشخیص می‌دهد. تلما همچنین هیچ منبع شخصی «شیطانی» مانند شیطان یهود-مسیحی را به رسمیت نمی‌شناسد (اگرچه شخصیتی به نام Choronzon برای نشان دادن سردرگمی، خودخواهی و توهم استفاده می‌شود)در عوض، تلمیتها تشویق می‌شوند که هم بر تفکر منطقی و هم از طریق درک اراده واقعی خود، الوهیت خود و همچنین احساس شخصی خود را از درست و غلط کشف کنند.
تعادل
از کراولی نقل شده‌است که گفته‌است، "تعادل اساس کار است." دستیابی به تعادل از نظر دنیوی و معنوی عنصر اصلی در تلما است.این شامل تعادل غرور با فروتنی،نور با تاریکی،ماده با روح،منطق با احساس و حتی اراده آزاد با سرنوشت است.ازطریق سازگاری اضداد ظاهری امکان دستیابی وجود دارد. شاید بهترین خلاصه تعادل نظری این جمله باشد که: "با شور رفتار کنید. فکر کنید؛ خودت باش. "
اندیشه‌ورزی و رد ایمان کورکورانه
تلما آزاداندیشی،بدبینی وروش علمی در مورد ایمان کور را القا می‌کند،که کراولی آن را تعریف کرد «پذیرش هر گزاره درست بدون انتقاد، بررسی، تأیید یا هر روش آزمون، بسیار کم است که تلمییت‌ها چیزی «فقط به این دلیل» را باور داشته باشند.
به همین دلیل تلما اغلب به عنوان یک آیین گنوسی تصور می‌شود. Gnosis به معنای «دانش» یونانی است، و به همین ترتیب، انتظار می‌رود که تلمیت‌ها اعتقادات را فقط از طریق فرایند تجربه و اثبات مستقیم بپذیرند. یک تلمیت نمی‌خواهد به خدا ایمان داشته باشد؛ او می‌خواهد خدا را بشناسد.